# Гавр-6 (кантон)
Гавр-6 (фр. Havre-6) — кантон во Франции, находится в регионе Нормандия, департамент Приморская Сена. Входит в состав округа Гавр.

## Состав кантона с 22 марта 2015 года
В состав кантона входят коммуны (население по данным Национального института статистики за 2018 г.):
- Гавр (28 815 чел.) (западные и центральные кварталы)
- Сент-Адресс (7 349 чел.)

## Политика
На президентских выборах 2022 г. жители кантона отдали в 1-м туре Эмманюэлю Макрону 31,8 % голосов против 25,6 % у Жана-Люка Меланшона и 18,6 % у Марин Ле Пен; во 2-м туре в кантоне победил Макрон, получивший 67,2 % голосов. (2017 год. 1 тур: Жан-Люк Меланшон – 25,1 %, Эмманюэль Макрон – 22,9 %, Франсуа Фийон – 21,4 %, Марин Ле Пен – 17,9 %. 2 тур: Макрон – 70,7 %. 2012 год. 1 тур: Николя Саркози — 29,0 %, Франсуа Олланд — 28,0 %,  Марин Ле Пен — 15,5 %; 2 тур: Олланд — 52,8 %. 2007 год. 1 тур: Саркози — 33,1 %, Сеголен Руаяль — 24,4 %; 2 тур: Саркози — 54,3 %).
С 2021 года кантон в Совете департамента Приморская Сена представляют  вице-мэр города Сент-Адресс  Кристель Мика-Геру (Christelle Msica-Guérout) (Союз демократов и независимых) и член совета города Гавр Флоран Сен-Мартен (Florent Saint-Martin) (Разные правые).
|                | Кандидаты                            | Партия                   | Первый тур | Первый тур     | Второй тур | Второй тур |
| Кол-во голосов | Кандидаты                            | Партия                   | % голосов  | Кол-во голосов | % голосов  |            |
| -------------- | ------------------------------------ | ------------------------ | ---------- | -------------- | ---------- | ---------- |
|                | Кристель Мика-Геру Флоран Сен-Мартен | Разные правые            | 4 591      | 55,31          | 5 686      | 68,72      |
|                | Надин Розель Тео Фортен              | Левый блок ― Зелёные     | 1 551      | 18,69          | 2 588      | 31,28      |
|                | Виржини Дюбо Седрик Лекарпантье      | Национальное объединение | 1 227      | 14,78          |            |            |
|                | Гаэль Каэтано Жоффрей Ланглуа        | Левый блок               | 931        | 11,22          |            |            |

|                | Кандидаты                      | Партия             | Первый тур | Первый тур     | Второй тур | Второй тур |
| Кол-во голосов | Кандидаты                      | Партия             | % голосов  | Кол-во голосов | % голосов  |            |
| -------------- | ------------------------------ | ------------------ | ---------- | -------------- | ---------- | ---------- |
|                | Люк Лемонье Кристель Мика-Геру | Правый блок        | 6 005      | 47,50          | 7 297      | 65,73      |
|                | Филипп Капель Лаура Фья        | Левый блок         | 2 752      | 21,77          | 3 804      | 34,27      |
|                | Жиль ван дер Пюттан Орлан Майе | Национальный фронт | 2 395      | 18,94          |            |            |
|                | Анни Леруа Жиль Удуен          | Левый фронт        | 1 490      | 11,79          |            |            |